# Dala

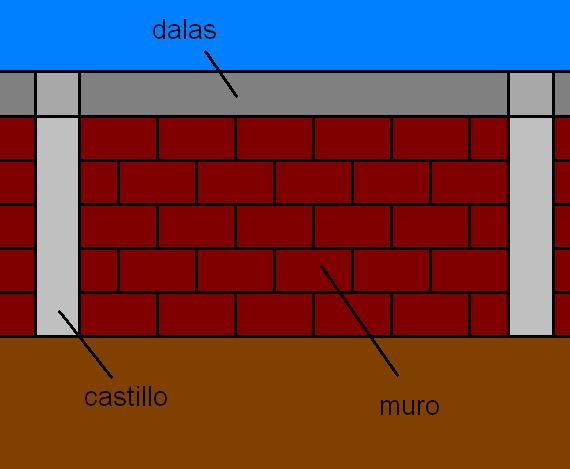
Las dalas en una pared.

Las dalas son el refuerzo de una obra de construcción que ayuda a repartir mejor la fuerza cortante evitando su concentración en los extremos y evita que al presentarse las grietas en los muros éstas se abran ya que soporta parte de esta fuerza. Las dalas son como barras horizontales de concreto con estructura interna de acero de refuerzo, se encuentra por la parte superior de los muros a lo largo de su extensión donde distribuye hacia los castillos (columnas) o la cimentación. También existen dalas (vigas de arrastre), en la parte inferior de los muros donde trasmiten la fuerza por todo el largo de la cimentación homogéneamente.
Las dalas se usan comúnmente en construcciones pequeñas y se funden de igual forma que los castillos (con encoframientos).
- Datos: Q5797602